# Ведра пољарица
Ведра пољарица (лат. Hygrocybe coccinea (Schff. ex Fr.) Kummer) врста је јестиве гљиве која расте у прољеће па поново у јесен. Може се наћи по пољима, често и у дубљој трави и маховини. Такође је има и по пашњацима и код дрвећа и то у колонијама. Налази се на 500 m надморске висине. Свуда је распрострањена.

## Клобук
Клобук величине од 2- 5 cm. Чуњастог је облика и јасучаст, висине до 2 cm, понекад с избочинама и са рупицом на тјемену. Доста је неправилан, таласаст па и усјечен. Кожица је влажна, није љепљива, глатка је и гола. Карминкрваве је боје, а од тјемена блиједи, док је сам крај у већини случајева црвене боје.

## Листићи
Листићи су лако узлазно прирасли, скоро слободни, са зупцем. Раздалеки са ламелулама, много су шири од меса. У бази су наранџасти, црвеножути или црвено наранџасти. Према оштрици све жући, док је сама оштрица жута или бијела.

## Отисак спора
Отисак спора је бијеле боје.

## Струк
Струк величине од 3-6/0,5-1,8 cm. У средини је обично набрекао, па се уздуж цијепа надвоје, са браздом по средини. При врху најчешће жут, испод тога у црвеним тоновима клобука, а пред суженим дном опет жут. Одоздо је бијел. Сув је и гладак, потпуно шупаљ без језгре.

## Месо
Месо је танко, веома ломљиво и сочно. Жуто је или наранџасто. Благог укуса и без мириса.

## Микроскопија
Споре hyaline, neamyloidne и елипсоидне. Ситне 7-9/4/5 mi. Базидији на врху задебљани 40-52/7-8mi.

## Сличне врсте
Постоји низ сличних пољарица, а најзначајнија од њих је горка пољарица (лат. Hygrocybe reai Mre).